# Ihet
Ihet est dans la mythologie égyptienne, la Vache primordiale, proche de Methyer, toutes deux figures de Neith.
Protectrice de la tête du défunt, son image orne les hypocéphales, disques de papyrus ou de cartonnage, placé sous le chef des momies à la Basse époque.